# Nikolaj Golitsyn

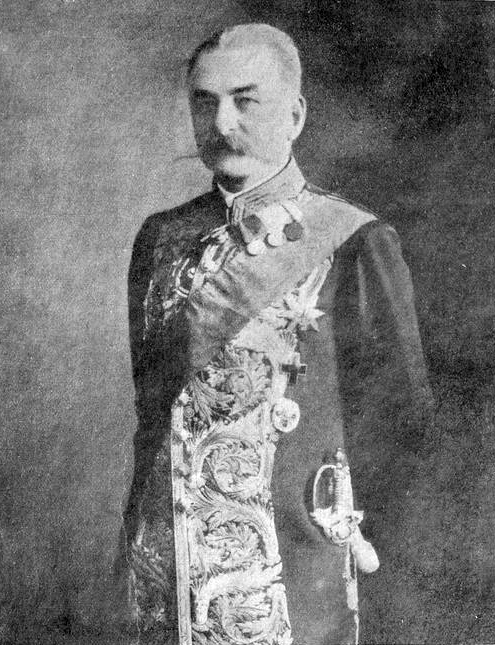
Nikolaj Golitsyn.

Nikolaj Dmitrijevitj Golitsyn (ryska: Николай Дмитриевич Голицын), född 12 april 1850, död 2 juli 1925, var Tsarrysslands siste ministerpresident (premiärminister). 
Golitsyn blev guvernör i Archangelsk 1885 och i Tver 1902, blev senator 1903 och medlem av kejserliga rådet och president i hjälpkommittén för krigsfångar 1915. Han hade innan sin utnämning till ministerpresident 1917 varit verksam inom tsaritsan Alexandra av Hessens välgörenhetsarbete och hade liten erfarenhet av politik. Han utnämndes motvilligt till ministerpresident den 9 januari 1917 och avgick den 12 mars samma år i samband med februarirevolutionen 1917 (februari enligt den Julianska kalendern) då även tsar Nikolaj II abdikerade. Han var därefter inte politiskt aktiv och tjänade sitt levebröd som skomakare och trädgårdsmästare. Trots detta arresterades han flera gånger och avrättades i Leningrad på grund av påstådda kontakter med kontrarevolutionära grupper.